# زابالا (مدينة سومرية)
زابالا

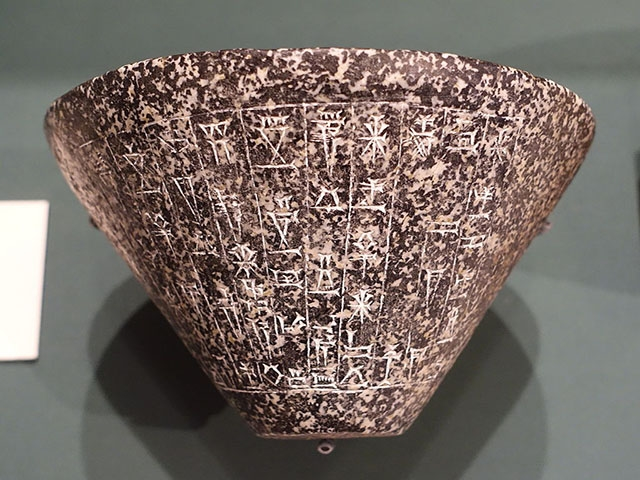
صورة لقطعة اثرية من مدينة زابالا 2018

زابالا (وتسمى كذلك زابالام وتسمى حاليا بتل بزيخ) هي مدينة سومرية قديمة تقع في محافظة ذي قار في العراق ، زابالا كانت تمر بها قنوات نينجانا ، وكانت فيها معابد للاله إنانا .

## التاريخ

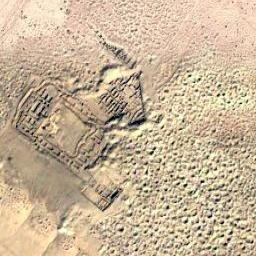
صورة مقربة من غوغل خرائط لمدينة زابالا او كذالك تسمى حاليآ بتل ابزيخ

مدينة انشئت خلال عصر جمدة نصر ، في نفس الفترة التي تكونت بها مدن اور ونيبور ولارسا واوروك وكيش ، في بداية تأسيسها كانت مدينة تحت سلطة ملك لكش لوغال زاغيسي ، في العهد السرجوني قام شار كالي شاري ونرام سين ببناء معبد للالهة إنانا فيها ، وحاول ريموش الاكدي في هذه ان يثور على الإمبراطورية الأكدية لكنه فشل في ذلك ، بعد ذلك وقعت زابالا تحت سيطرة مدينة إيسن وعرفت باسم اتار-بيسا واور-نينروتا وثم خضعت لحكم سلالة لارسا وتم بناء قناة زابالام ، وفي عهد سلالة أور الثالثة كانت زابالا خاضعة لحكمها وكانت تحت قيادة مقاطعة اوما التي كان مركزها في مدينة اوما ، وخلال عهد الملك حمورابي تم بناء معبد ايزي-كالام-ما لعبادة الالهة إنانا .